# Trigonostemon beccarii
Trigonostemon beccarii là một loài thực vật có hoa trong họ Đại kích. Loài này được Ridl. miêu tả khoa học đầu tiên năm 1925.